# Сыреси (Чувашия)
Сыре́си (чув. Сыреç) — село в Порецком районе Чувашской Республики. Административный центр Сыресинского сельского поселения.

## География
Село находится в юго-западной части Чувашии, на левом берегу реки Сура, на расстоянии приблизительно 13 км (по прямой) к юго-востоку от села Порецкое, административного центра района.

### Часовой пояс
Село Сыреси, как и вся Чувашия, находится в часовой зоне МСК (московское время). Смещение применяемого времени относительно UTC составляет +3:00.

## История
Село впервые упоминается в 1703 году. В 1871 году построена церковь. В 1935 году в селе насчитывалось 349 хозяйств. В советское время работали колхозы «Красный партизан», «Путь Ильича», «Заветы Ильича» и совхоз «Заветы Ильича».

## Население
| 2010 | 2012 |
| ---- | ---- |
| 505  | →505 |

### Национальный состав
Согласно результатам переписи 2002 года, в национальной структуре населения мордва составляла 86 % из 650 чел.

## Достопримечательности
В селе находится Никольский храм.

## Галерея

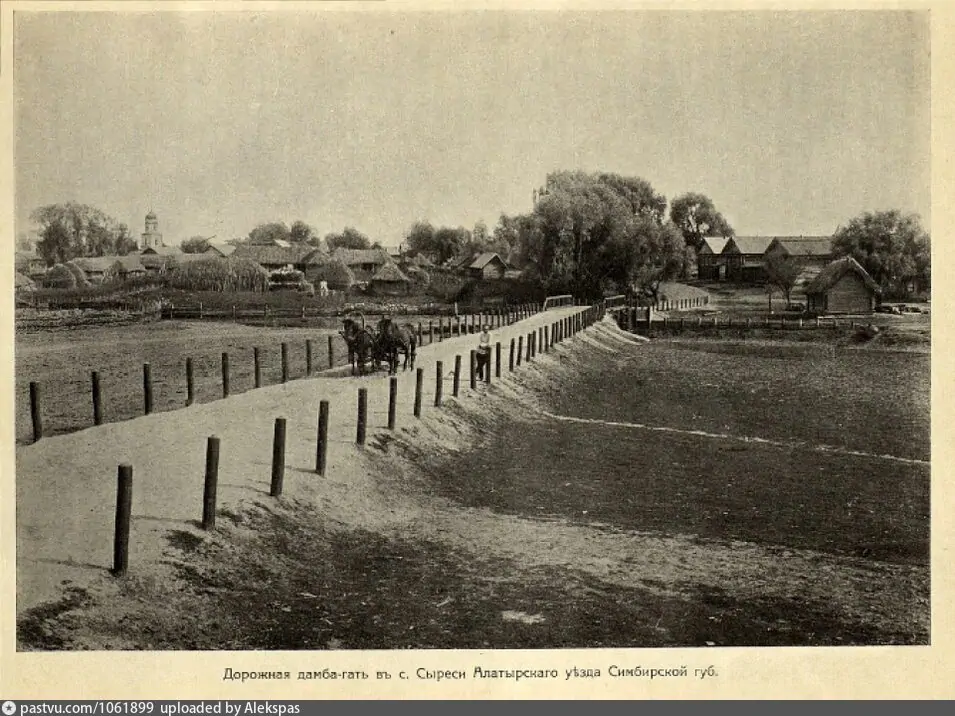
Дорожная дамба-гать в селе 1912 год
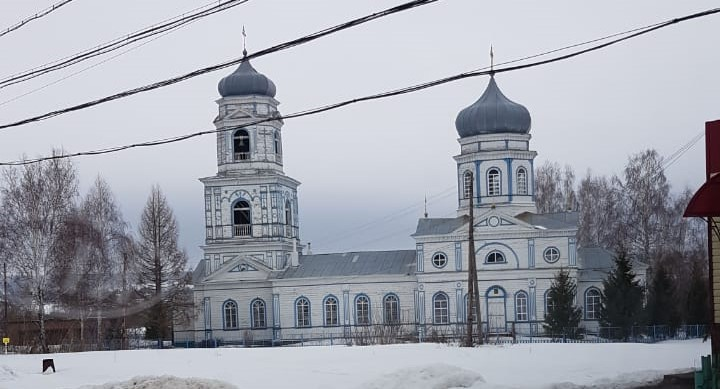
Никольский храм